# Мертва
Мертва — речка в Могилёвской и Смоленской областях, правый приток реки Вихра. Длина 17 километров. Площадь водосбора 71 км².
Начинается возле деревни Крутая Мстиславского района. Течёт в общем направлении на восток. На реке находятся деревни Лужки, Селище Могилёвской области и Максаево, Куровщина, Подерни Смоленской области. Впадает в Вихру возле деревни Смолы.
Имеются притоки Смородина (пр), Любинка (лв), Левая Мертва (лв), Княгиня.
Согласно справочнику «Ресурсы поверхностных вод СССР. Гидрологическая изученность» Мертва считается притоком Княгини.